# Melanie Green
Melanie Green (Rosario, 13 febbraio 1988) è un'attrice argentina. Ha debuttato nel 2010 interpretando il ruolo di Natalia nel film argentino Igualita a mí, il film che ha avuto i maggiori incassi in patria. Successivamente l'attrice ha interpretato il ruolo di Annie nella sitcom Jake & Blake.